# XXX (Videospiel)
XXX (stilisiert als xXx) ist ein Action-Videospiel aus dem Jahr 2002, entwickelt von Digital Eclipse und veröffentlicht von Activision für den Game Boy Advance. Basierend auf dem gleichnamigen Film mit Vin Diesel in der Hauptrolle, folgt die Geschichte Xander „xXx“ Cage, einem Underground-Abenteurer, der als Spion rekrutiert wird, um die böse Organisation Anarchy 99 zu stoppen, bevor sie einen Angriff auf die Erde starten kann.
Ein Großteil des Spiels wird in einem seitlich scrollenden Run-and-Gun-Format gespielt, während einige Levels Fahrzeugkämpfe enthalten, die von Road Rash inspiriert sind.
Das Spiel wurde in etwa zwei Monaten entwickelt und erhielt bei der Veröffentlichung gemischte Kritiken. Kritiker bemängelten den Mangel an Innovation, die vereinfachte KI und die kurze Spieldauer, während die Grafik (insbesondere die Motorradlevels) und die Musik positiv bewertet wurden.

## Spielprinzip
XXX ist ein Actionspiel, in dem der Spieler die titelgebende Figur steuert, einen NSA-Agenten, der damit beauftragt ist, das Verbrechersyndikat Anarchy 99 auszuschalten. Das Spiel besteht aus elf Levels, von denen neun ein seitlich scrollendes „Run and Gun“-Gameplay bieten und drei einen motorradbasierten Fahrzeugkampf zeigen. Jeder Level hat eine Reihe von vorgegebenen Missionszielen, die erfüllt werden müssen, um weiterzukommen. Wenn der Spieler ein Ziel erfüllt oder ein neues erhält, blinkt ein weißes Umschlagsymbol am oberen Rand des HUD. Der Spieler kann die aktuellen Ziele überprüfen, indem er das Spiel pausiert.
In einigen Levels fährt xXx auf einem Motorrad und kämpft im Nahkampf mit gegnerischen Fahrern. Das Motorrad verfügt über eine begrenzte Menge an Treibstoff, die durch das Aufsammeln von entlang der Straße verstreuten Treibstoffkanistern aufgefüllt werden kann, und kann nur eine bestimmte Menge an Schaden einstecken, bevor es zerstört wird. Ein Balken, der die verbleibende Entfernung des Spielers bis zum Ende des Levels anzeigt, befindet sich in der unteren rechten Ecke des Bildschirms.

## Handlung
Held Xander Cage wird von der Nationalen Sicherheitsbehörde als Agent „xXx“ rekrutiert, nachdem er eine von Agent Gibbons angesetzte Aufnahmeprüfung bestanden hat. Er soll das Verbrechersyndikat Anarchy 99 und seinen Anführer Yorgi zur Strecke bringen, die mit biologischen Waffen ausgestattet sind und terroristische Ziele verfolgen. In der Tschechischen Republik entschärft xXx Raketen, die in der Altstadt, der Prager Metro, dem Beinhaus von Sedlec und in den Minen von Kutná Hora versteckt sind. In Brünn beschlagnahmt xXx gestohlene Plutoniumkanister und zerstört ein Raketenlager sowie einen chemischen Vorläufervirus. xXx kehrt nach Prag zurück und hindert den Oberst von Anarchy 99 daran, eine Sportarena zu bombardieren, und stürmt den Fernsehturm der Stadt, wo sich Yorgi aufhält. Yorgi flieht in seinen geheimen unterirdischen Bunker, wo xXx ihn aufspürt und tötet.

## Rezeption
XXX erhielt laut dem Bewertungsportal Metacritic mit 50 % „gemischte oder durchschnittliche“ Bewertungen. Während einige Kritiker wie von Steve Steinberg von GameSpy (Bewertung: 77 %) positiv überrascht waren, dass das Spiel die niedrigen Erwartungen übertraf, bemängelte Craig Harris von IGN (Bewertung: 6/10) das monotone Gameplay und fehlende Innovationen im Genre. Die Meinungen reichten von „akzeptabel“ bis hin zu deutlich negativer Kritik von Frank Povo von GameSpot (40/100) oder den Magazinen Nintendophiles (40/100) und GameStyles (40/100).